# Войнешть (Арджеш)
Войнешть, Войнешті (рум. Voinești) — село у повіті Арджеш в Румунії. Входить до складу комуни Лерешть.
Село розташоване на відстані 125 км на північний захід від Бухареста, 51 км на північ від Пітешть, 147 км на північний схід від Крайови, 57 км на південний захід від Брашова.

## Населення
За даними перепису населення 2002 року у селі проживали 1728 осіб, з них 1726 осіб (99,9%) румунів. Рідною мовою 1727 осіб (99,9%) назвали румунську.